# Galvanomètre tangentiel

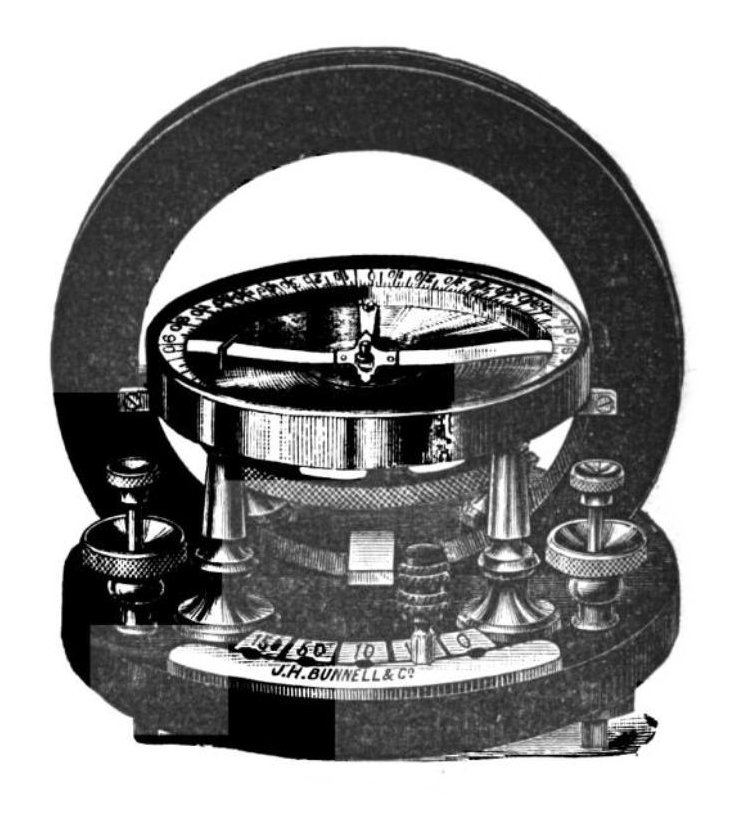
Galvanomètre tangentiel construit par J.H.Bunnell Co. vers 1890.

Le galvanomètre tangentiel est un ancien instrument de mesure de l'intensité de courant électrique. Il utilise une aiguille aimantée destinée à comparer le champ magnétique créé par un courant inconnu au champ magnétique terrestre.

## Principe
Son principe est simple : un solénoïde entourant une aiguille aimantée orientée naturellement vers le nord est positionné dans le plan défini par l'aiguille et la verticale. Un courant inconnu parcourant la bobine dévie l'aiguille d'un angle dont la tangente est égale au rapport du champ magnétique créé par le solénoïde au champ magnétique terrestre, d'où le nom de « galvanomètre tangentiel ».

Même si la valeur du champ magnétique terrestre est inconnue, l'appareil permet de comparer entre eux deux champs magnétiques créés par le solénoïde. Le champ magnétique étant proportionnel au courant qui parcourt la bobine, il permet de comparer deux courants et, après étalonnage, de fournir la valeur absolue d'un courant électrique. Le champ magnétique terrestre n'est donc utilisé, appliqué à l'aiguille aimantée, que pour produire une force de rappel. L'appareil fut décrit pour la première fois par Claude Pouillet en 1837.

## Description
Le galvanomètre tangentiel comporte un solénoïde de quelques spires de fil de cuivre. L'axe du solénoïde est dans le plan horizontal ; des vis de réglages permettent d'en régler l'horizontalité. Il peut pivoter autour d'un axe vertical passant par son centre. Une aiguille fortement aimantée est disposée dans un plan horizontal passant par le centre de la bobine. L'aiguille se déplace librement dans le plan horizontal. Un écran de mesure est divisé en quatre quadrants eux-mêmes gradués de 0° à 90°. Un mince indicateur en aluminium est associé à l'aiguille aimantée et à angle droit avec celle-ci. Pour éviter les erreurs de parallaxe, un miroir plan est disposé sous l'aiguille.

## Utilisations
Pour procéder à une mesure, après avoir réglé l'horizontalité, on oriente l'appareil de telle façon que l'aiguille aimantée soit dans le plan du solénoïde. Puis le courant inconnu est appliqué à la bobine. Ceci crée un champ magnétique perpendiculaire au champ magnétique terrestre. L'aiguille s'aligne selon la somme vectorielle des deux champs et la tangente de l'angle de cette déviation est égale au rapport de l'intensité des deux champs. À partir de cet angle, on obtient, à l'aide de tables d'étalonnage, la valeur du courant inconnu.
L'appareil est précis lorsque les deux champs – le champ magnétique terrestre et celui du solénoïde – sont voisins, c'est-à-dire lorsque l'angle est voisin de 45° et la tangente voisine de 1. En revanche, pour des angles de déviation voisins de 0° ou de 90°, une forte variation du rapport des deux champs ne conduit qu'à une petite variation de l'angle de déviation et la précision est mauvaise.
Le galvanomètre tangentiel peut être aussi utilisé pour mesurer la composante horizontale du champ magnétique terrestre. En un lieu donné, à l'aide de batteries et d'un rhéostat, on applique un courant tel que la déviation du galvanomètre tangentiel soit de 45°. Le courant appliqué est lu sur un ampèremètre. Le champ magnétique peut-être alors calculé à l'aide de l'intensité mesurée, du nombre et du diamètre des spires du solénoïde.